# Охтинская арагонитная пещера
Охтинская арагонитная пещера — арагонитная пещера в Словакии.
Пещера расположена в южной части Словакии. Охтинская арагонитная пещера была обнаружена в 1954 г. Открыта для посещения туристов с 1971 года. В настоящее время маршрут для посетителей составляет 230 м в длину. Включена в список Всемирного наследия .
Общая длина пещеры составляет 300 м, температура воздуха колеблется от +7,2 ° до +7,8 º C. Экскурсия в пещеру длится 30 минут. Потолок пещеры украшен уникальными формами арагонита.